# 전주보호관찰소
전주보호관찰소(全州保護觀察所)는 법원으로부터 보호관찰을 조건으로 가석방된 사람들에 대하여 보호관찰을 실시하고, 사회봉사 및 수강명령 등을 통해 범죄예방 및 건전한 사회복귀를 지원하여 국민의 안전한 생활을 보호하기 위하여 설립된 대한민국 법무부 범죄예방정책국 소속기관이다. 전주보호관찰소장은 서기관으로 보한다. 전북특별자치도 전주시 덕진구 동부대로 859에 위치하고 있다.

## 연혁
- 2001년 10월 10일 전주보호관찰소 군산지소 개청
- 2007년 7월 23일 전주보호관찰소 정읍지소 개청

## 관할구역
전북특별자치도 전역을 관할하나, 일부지역은 지소가 관할한다.
- 전주시
- 김제시
- 무주군
- 진안군
- 완주군
- 임실군

## 소속기관
- 군산지소: 군산시 번영로 292 (군산시, 익산시)
- 정읍지소: 정읍시 중앙1길 149 (정읍시, 부안군, 고창군)
- 남원지소: 남원시 요천로 1391 (남원시, 장수군, 순창군)